# توماس فرنسيس (لاعب كريكت)
توماس فرنسيس (3 يناير 1977 في الأرجنتين - ) (بالإسبانية: Tomas Francis)‏ هو لاعب كريكت أرجنتيني. شارك مع منتخب الأرجنتين الوطني للكريكت.

## وصلات خارجية
- توماس فرنسيس على موقع إي آس بي آن كريك إنفو (الإنجليزية)